# Louis Capitan
Pour les articles homonymes, voir Capitan.

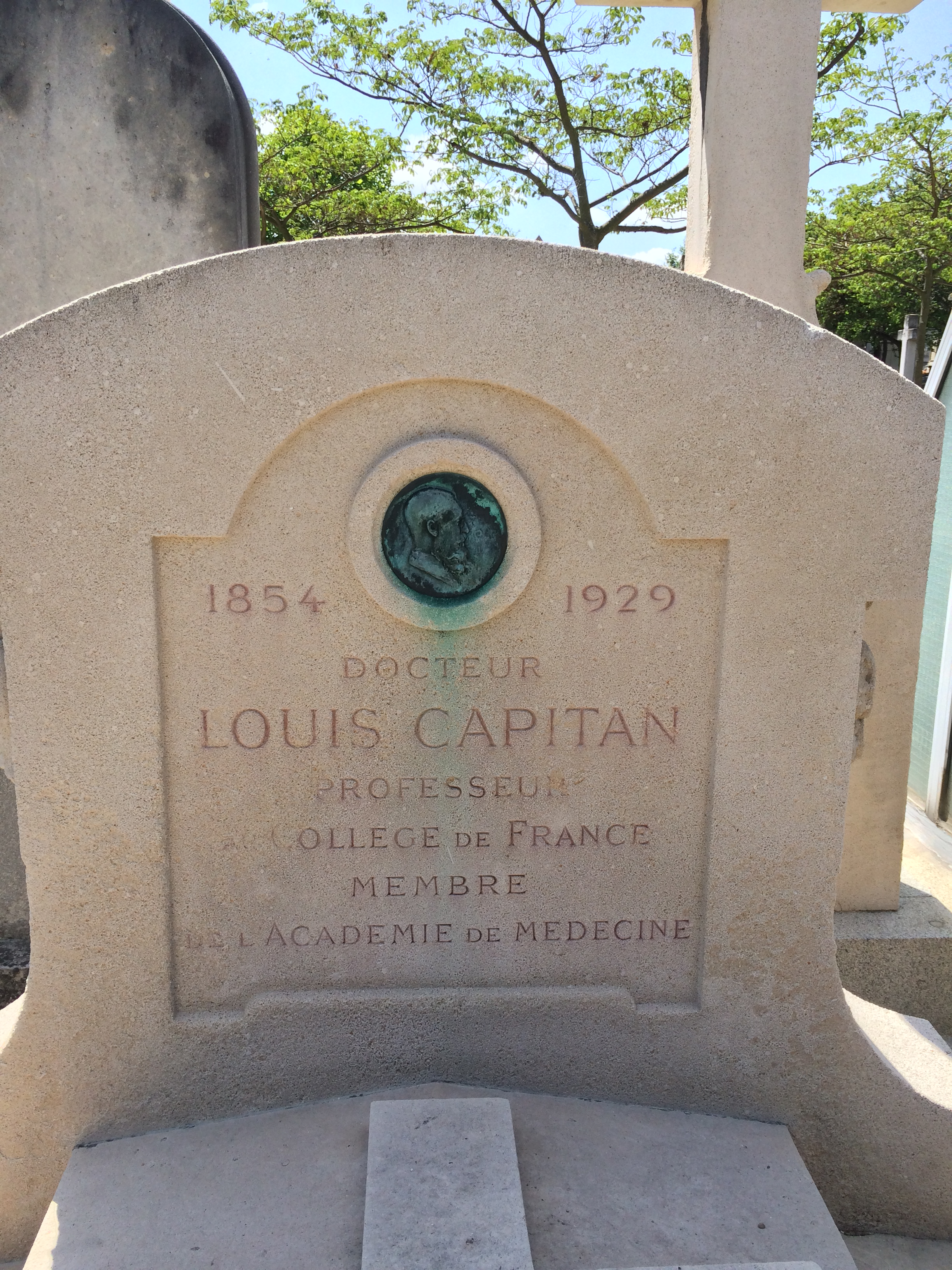
Tombe de Louis Capitan au cimetière du Montparnasse (div. 6), à Paris.

Joseph Louis Capitan, né le 19 avril 1854 à Paris et mort le 26 août 1929 dans la même ville, est un médecin, anthropologue et préhistorien français.

## Biographie
Louis Capitan fut élève de Claude Bernard, interne des hôpitaux de Paris, docteur en 1883, puis chef de clinique à l'Hôtel-Dieu et médecin consultant à la Pitié.
Élève de Gabriel de Mortillet, le docteur Capitan est associé aux débuts de l'anthropologie préhistorique et en particulier à la découverte en 1901 des grottes ornées des Combarelles et de Font-de-Gaume située en Dordogne aux Eyzies avec Henri Breuil et Denis Peyrony. Il participe aux fouilles de nombreux sites, dont Laugerie-Haute, Teyjat, La Ferrassie, La Madeleine, Saint-Acheul et Font-de-Gaume.
À partir de 1898, il donne des cours d'anthropologie préhistorique à l'École d'anthropologie avant d'être chargé du cours d'Antiquités américaines au Collège de France en 1908.
Le square Capitan, à proximité des arènes de Lutèce, dont il avait entrepris la restauration après 1916, porte son nom.

### Sources
- Michel Brézillon, Dictionnaire de la préhistoire, Larousse, (1969),  (ISBN 2-03-075437-4)
- [Groenen 1994] Marc Groenen, Pour une histoire de la préhistoire. Le Paléolithique, Grenoble, éd. Jérôme Millon, coll. « L’Homme des Origines », 1994, 603 p. (ISBN 2-905614-93-5).